# Rodrigo Fresán

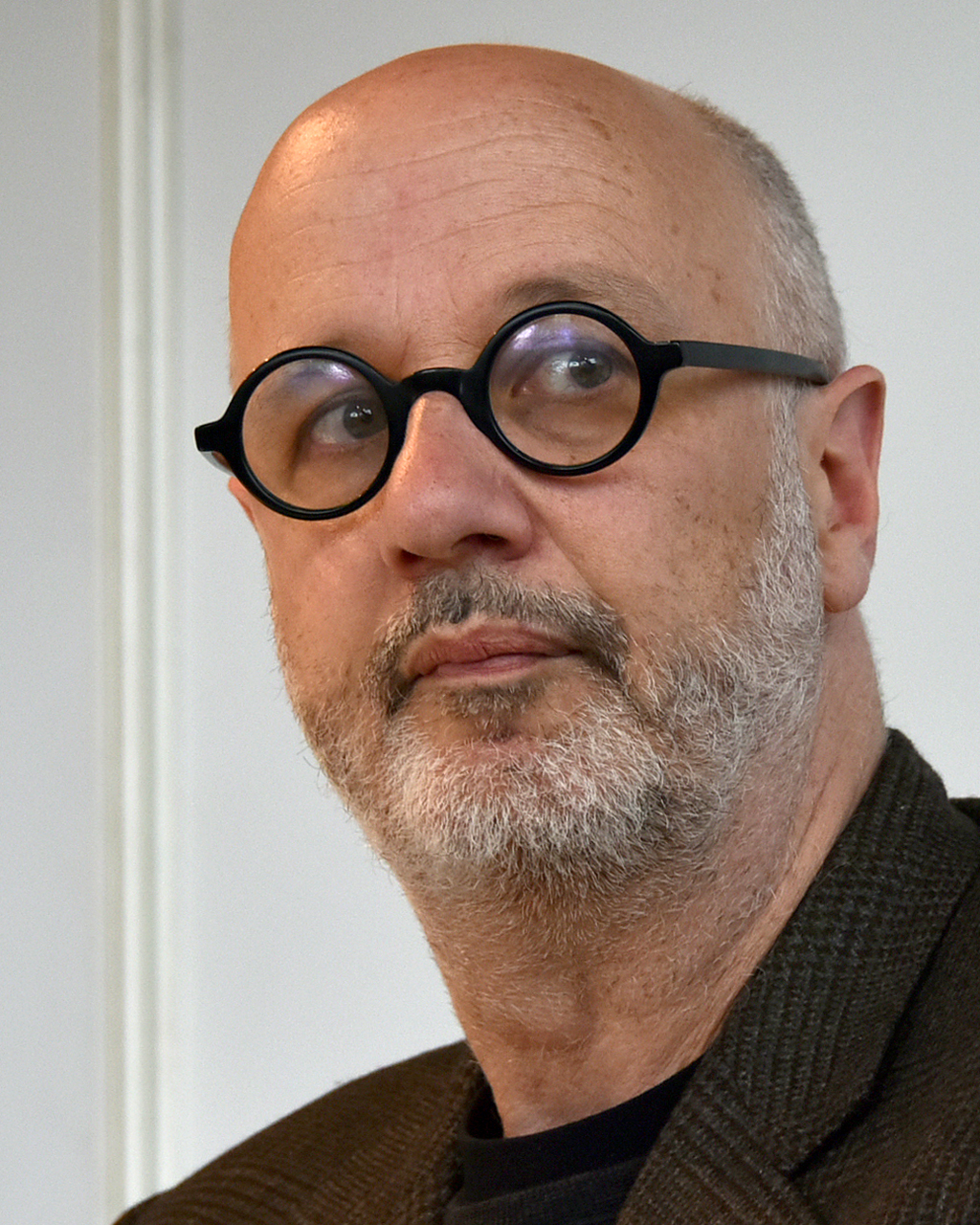
Rodrigo Fresán (2019)

Rodrigo Fresán (* 18. Juli 1963 in Buenos Aires) ist ein argentinischer Schriftsteller, Übersetzer und Journalist. 

## Leben
Fresán schrieb als Journalist für verschiedene Zeitungen und Zeitschriften. Daneben entstand mit den Jahren ein literarisches Werk. Seit 1999 lebt und arbeitet der Essayist, Journalist und Verleger in Barcelona. Er nennt die Bücher von Philip K. Dick und die Filme von Stanley Kubrick als seine Vorbilder.

## Werke (Auswahl)
- Esperanto (1995). Mondadori, Barcelona 1997, ISBN 84-8310-009-6.
- El fondo del cielo (2009). Neuaufl. Mondadori, Barcelona 2008, ISBN 978-84-397-2144-4.
- Historia argentina (1991). Neuaufl. Anagrama, Barcelona 2003, ISBN 978-84-339-0958-9.
- Jardines de Kensington. Fischer, Frankfurt/M. 2004, ISBN 3-10-022350-0.
- Mantra (2001). Neuaufl. Mondadori, Barcelona 2009, ISBN 84-397-0813-0.
- Trabajos manuales (1994). Editorial Planeta Argentina, Buenos Aires 1994, ISBN 950-742-561-6.
- Velocidad de la cosas. Mondadori, Barcelona 2002, ISBN 84-397-0942-0 (Colección Andanzas; 289).
- Vidas de santos (1993). Neuaufl. DeBolsillo, Barcelona 2007, ISBN 978-84-8346-356-7.